# ギターマン
『ギターマン』（Guitar-Man）は、2000年3月8日に発売された、Something ELseの2枚目のオリジナル・アルバム。

## 概要
前年に『502』と題したアルバムをリリースしているが、ヒストリー・アルバム扱いとなっており、本作が2枚目となる。
2000年有線上半期チャートJ-POP部門で第7位を記録したシングル「ウソツキ」の他「さよならじゃない」「あいのうた」3曲のシングルを収録。
ストリート時代の未発表楽曲だった「ギターマン」「ビデオテープ」「ひまわりのうた」も今回初収録された。
楽曲のアレンジはデジタル音が強く押し出されている。

## 収録曲
作詞・作曲：今井千尋／編曲：森俊之（特記以外）
1. ギターマン
2. be there
  - 英補作詞：上條美和子　編曲：深沼元昭
  - 山崎製パン『新食感宣言』CMソング
  - 「ウソツキ」のカップリング曲。
  - オリジナル曲では唯一の英語詞。
3. ウソツキ
  - 作詞：Something ELse　作曲：伊藤大介　編曲：中村哲
  - シングルでは初めて伊藤大介が作曲。
4. あの日の雨と今日の雨
  - 作詞：伊藤大介・ELVIS WOODSTOCK　作曲：伊藤大介　編曲：冨田恵一
5. ビデオテープ
  - 河合塾『トライデント』CMソング。
6. さよならじゃない
  - 作詞・作曲：Something ELse
  - 日本テレビ系列全国ネット「'99劇空間プロ野球」イメージソング。
7. あいのうた
  - 「ルナパーク'99　雷波少年系遊園地　後ろ楽しいガーデン」イメージソング。
8. ひまわりのうた　-柏 Street Live Ver.
  - 編曲：Something ELse
  - タイトルの通り、ストリートライブの音源を収録。
  - 24時間テレビ出演時にも演奏している。
9. ランナー
  - 編曲：白井良明
10. Musician Life〜例えば僕らの場合は・・
  - 編曲：冨田恵一
11. いつか
  - 作詞・作曲：伊藤大介　編曲：深沼元昭
  - 「TBSグアムマラソン2000」イメージソング。
12. 旅路
  - 作詞・作曲：大久保伸隆
  - 初めて大久保の単独名義となった楽曲。
  - アコースティックを基調としたシンプルなナンバー。

| 前作 TRIPLE PLAY | Something ELse のアルバム | 次作 光の糸 |